# Esposos en vacaciones
Esposos en vacaciones es una película cómica colombiana de 1977 dirigida por Gustavo Nieto Roa y protagonizada por Carlos Benjumea, Franky Linero, Lyda Zamora, Otto Greiffenstein, María Eugenia Dávila, Gloria Gómez, Celmira Luzardo y Esther Farfán. La película ganó el Premio Nacional de Cine de la Asociación de Periodistas del Espectáculo en 1980.

## Sinopsis
Tres amigos capitalinos, felizmente casados, toman la decisión de pasar unas vacaciones sin sus esposas. Escogen como destino la calurosa y rumbera ciudad de Cali. Allí irán en busca de una aventura amorosa y se encontrarán con más de un problema.

## Reparto
- Carlos Benjumea... Serafín Cortina
- Franky Linero... Alberto
- Otto Greiffenstein... Mauricio
- Lyda Zamora... Samanta
- María Eugenia Dávila... Azucena
- Gloria Gómez... Constantina
- Alcira Rodríguez... Leonor
- Celmira Luzardo... Estrella
- Esther Farfán... Angelita
- Martha Stella Calle